# XOXOXO
XOXOXO è un singolo promozionale del gruppo musicale statunitense The Black Eyed Peas, estratto dal sesto album in studio The Beginning.
Il singolo è stato estratto il 12 ottobre 2011 per il mercato mondiale al fine di negare le voci sullo scioglimento del gruppo.

## Descrizione
Il brano è basato su Hugs and Kisses, il significato della parola XOXOXO. Infatti il testo si basa su un amore, ma visto da un punto di vista giovanile.

## Video musicale
Il video è stato pubblicato il 12 ottobre 2011 ed è interamente interpretato dai Baby Peas, personaggi animati creati e programmati interamente da will.i.am (membro del gruppo).
La storia vede i Baby Peas will.i.am, Taboo e apl.de.ap andare nello spazio per scrivere alla Baby Peas Fergie la parola XO con le stelle.
Il video ufficiale è visibile sul sito ufficiale dei Baby Peas.